# Pisulia glabra
Pisulia glabra är en nattsländeart som beskrevs av G. Marlier 1943. Pisulia glabra ingår i släktet Pisulia och familjen Pisuliidae. Inga underarter finns listade i Catalogue of Life.